# Ívens saga
Ívens saga o  Ívents saga, es una de las sagas caballerescas. Es una traducción al nórdico antiguo del siglo XIII cuya autoría se ha atribuido al Hermano Roberto, basado en un trabajo de Chrétien de Troyes, «Yvain, el Caballero del León», sobre la leyenda de Perceval o el cuento del Grial. Si bien la trama es bastante fiel al original, también es cierto que no se aleja del patrón de otras sagas. Íven es un caballero que no consigue encontrar un equilibrio adecuado entre el valor y el amor, lo que provoca la ruptura de su matrimonio al olvidarse regresar en el tiempo pactado tras un año de combates triunfales; después de una serie de aventuras acompañado de un león que rescató de un dragón, en que el héroe muestra un valor excepcional, la pareja se reconcilió.
El original se considera perdido, pero sobreviven dos copias manuscritas del siglo XV, codificados como Stockholm 6 4.º y AM 489 4.º, y les sigue en antigüedad otro texto primario del siglo XVII.